# Morris Oxford
La Oxford è una serie di autovetture mid-size prodotta dalla Morris, a più riprese, dal 1913 al 1971. La Oxford prodotta dal 1913 al 1914 è stato il primo modello di autovettura commercializzato dalla casa automobilistica di Cowley. La vettura prendeva il nome dall'omonima cittadina britannica (in cui nacque il fonatore dell'azienda, William Morris), vista all'epoca la consuetudine della British Motor Corporation di assegnare ai nomi delle proprie auto quelli delle città inglesi.

## Oxford ("bullnose") (1913–14)
William Morris chiamò "Oxford" la prima vettura prodotta dall'azienda da lui fondata, in onore alla sua città di residenza. Per contenere i costi, quasi tutti i componenti del veicolo vennero acquistati da società esterne, per poi venire assemblati dalla Morris. La prima Oxford era una piccola vettura con motore a quattro cilindri in linea e valvole laterali, da 1.108 cm³ di cilindrata. La testata era acquistata da White and Poppe
Il telaio era in acciaio stampato, e le sospensioni erano a balestra, sia all'avantreno che al retrotreno. I freni agivano sulle ruote posteriori. La trasmissione era a tre marce in avanti con retromarcia. I fanali anteriori erano a carburo, mentre quelli posteriori a olio.
Il soprannome del modello, "Bullnose" (in italiano, "naso di toro"), derivava dalla forma del radiatore. La carrozzeria era torpedo due porte, ma vennero realizzati anche esemplari versione furgonetta, che erano però troppo corti per permettere il trasporto di quattro passeggeri.

## Oxford e Oxford Six (1919–26)
La Oxford del 1919 fu la versione di alto livello della Cowley. Il modello conservò il caratteristico radiatore della serie precedente, anche se venne ingrandito. Era dotata di un motore a quattro cilindri in linea e valvole laterali da 1.548 cm³ di cilindrata. La White and Poppe, che fabbricava i motori dei veicoli Morris, chiese però più denaro per le sue forniture e quindi la Morris si rivolse ad un'altra azienda, la statunitense Continental. Questo propulsore venne progettato da quest'ultima, e fu realizzato dalla Hotchkiss. Nel 1923 il propulsore venne ingrandito a 1.802 cm³.
Questa serie di Oxford differiva dalla Cowley per l'installazione di un migliore impianto elettrico e per la presenza di interni in pelle. Nel 1925 fu allungato il telaio, e vennero installati dei freni che agivano sulle quattro ruote. Ciò fu fatto per differenziare ulteriormente la Oxford dalla Cowley. Questa generazione di Oxford è stata la base per il primo veicolo prodotto dalla MG, la 14/28 Super Sports.
Una versione che fu brevemente in commercio, che venne chiamata Oxford Six, e che possedeva un motore a sei cilindri in linea e valvole laterali, venne annunciata nel 1920. Teoricamente sarebbe dovuta essere disponibile fino al 1926, ma il motore da 2.320 cm³ si dimostrò inaffidabile, e quindi ne vennero venduti pochi esemplari. Sebbene questa versione fosse più lunga di 230 mm rispetto alle vetture con motore a quattro cilindri, lo spazio aggiuntivo non venne guadagnato nell'abitacolo, ma solamente nel vano motore. È stata sostituita dalla Morris Six.

## Oxford (Flatnose) (1926–30) e Six (1929–33)
Il radiatore di forma distintiva venne eliminato nel 1926 a seguito dell'aggiornamento del modello, e per questo la vettura soprannominata "flatnose" (in italiano "naso piatto"). Il motore rimase lo stesso (il quattro cilindri in linea da 1.802 cm³), ma vennero offerti dei nuovi tipi di carrozzeria, tra cui la versione berlina.
Nel 1929 venne introdotta una versione con motore a sei cilindri in linea da 1.938 cm³ di cilindrata, la Oxford Six. Fu prodotta fino al 1933 ed ebbe più successo della versione del 1920. La torpedo venne tolta dal mercato nel 1932 ed alla berlina venne affiancata la versione coupé. La Oxford a quattro cilindri venne invece prodotta fino al 1930.
Nel 1932 al cambio venne aggiunto il quarto rapporto, ed il motore venne ingrandito a 2.062 cm³

## Oxford Sixteen e Twenty (1934–35)
Un modello completamento nuovo fu annunciato nel 1934. Possedeva un telaio più lungo, robusto e flessibile, ed era dotata di un motore a sei cilindri in linea e valvole laterali da 2.002 cm³ di cilindrata. Il cambio diventò sincronizzato. Inizialmente il modello venne denominato "Oxford Sixteen", ma con l'introduzione del motore da 2.561 cm³ nel 1935, il nome cambiò in "Oxford Twenty".
Il modello venne sostituito nel 1935 dalle Fourteen/Sixteen/Eighteen, ed il nome Oxford scomparve dalla gamma Morris fino al 1948.

## Oxford MO (1948–54)

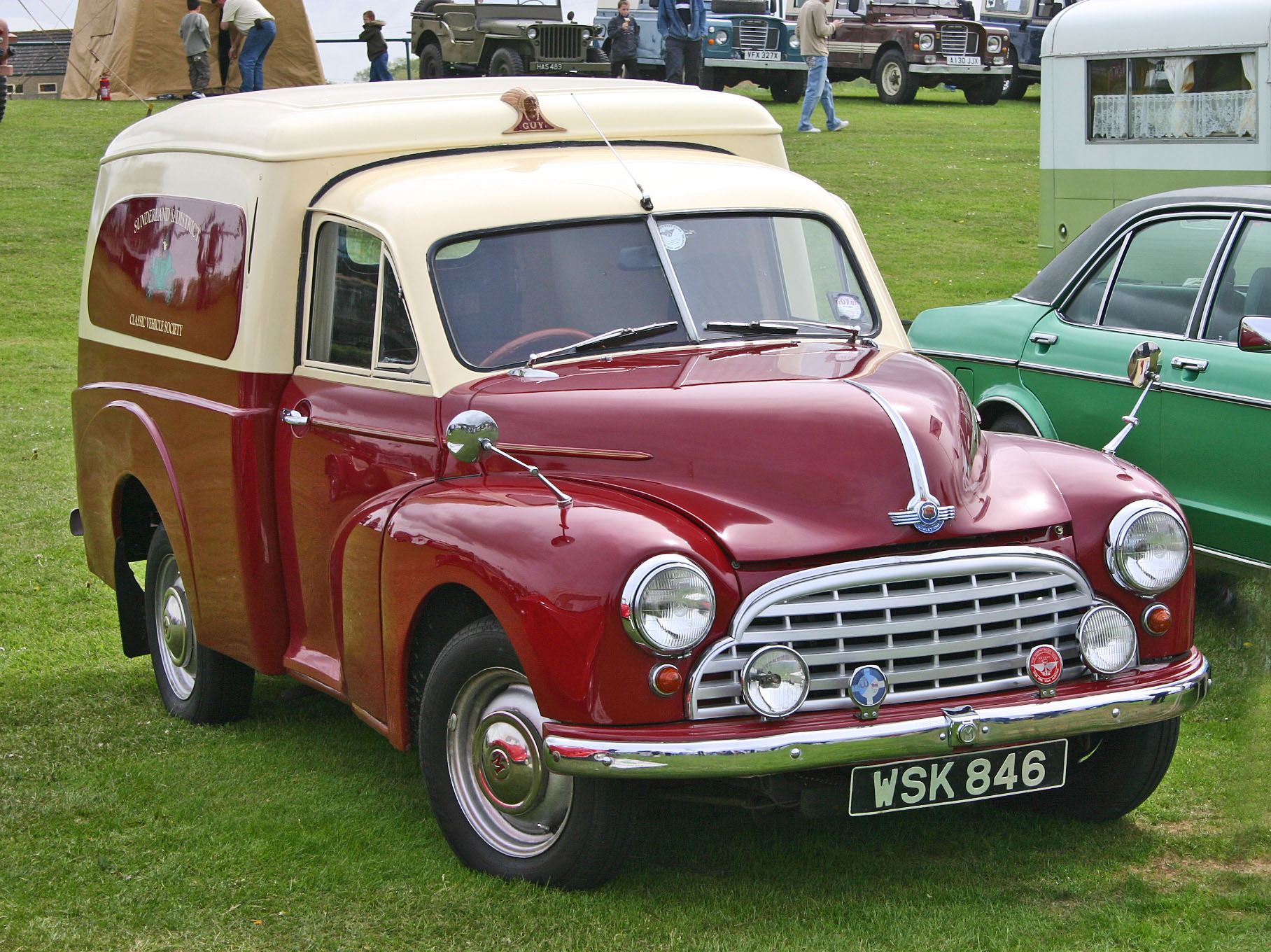
La versione commerciale della Oxford MO, che venne venduta con il nome di Morris Cowley MCV

Dopo la seconda guerra mondiale la "Oxford MO" sostituì la Ten. Fu introdotta nel 1948 e venne prodotta fino al 1954. Il modello derivava dalla Wolseley 4/50 e venne progettato da Alec Issigonis. Come la Minor, possedeva una carrozzeria monoscocca. Le sospensioni anteriori erano a barra di torsione, mentre i freni erano a tamburo sulle quattro ruote.
Il motore era in linea a quattro cilindri, e possedeva una cilindrata di 1.476 cm³. Era a valvole laterali e l'alimentazione era fornita da un solo carburatore SU. La potenza erogata era 40,5 CV a 4.200 giri al minuto. La velocità massima raggiunta dal modello era 116 km/h. Il cambio a quattro rapporti possedeva la leva montata sul piantone dello sterzo. Quest'ultimo era a cremagliera.
Gli interni avevano in dotazione una quantità di accessori che era paragonabile a quella installata sulle vetture dell'epoca. La strumentazione comprendeva un misuratore di pressione, l'amperometro ed un orologio elettrico. L'impianto di riscaldamento era offerto tra gli optional.
La Oxford MO era disponibile in versione berlina quattro porte e Traveller familiare due porte. Entrambe potevano trasportare quattro passeggeri. Il modello fu sostituito nel 1954 dalla Oxford II.
La rivista The Motor provò una Traveller nel 1952. Venne registrata una velocità massima di 103 km/h ed un'accelerazione da 0 a 80 km/h di 26,2 secondi. Il consumo di carburante fu di 10,7 L/100 km. Il modello utilizzato nel test costava 825 sterline. Nel 1949 il rapporto finale fu abbassato.
Una versione con motore a sei cilindri venne commercializzata come Morris Six MS.
Una versione commerciale della Oxford MO venne venduta dal 1950 al 1956 con carrozzeria in versione furgonata e pick-up. Fu commercializzata con il nome di Morris Cowley MCV.
La Hindustan Motors produsse la Oxford MO con il nome di Hindustan Fourteen.

## Oxford II (1954–56)
La Oxford venne riprogettata nel 1954 dopo la costituzione della British Motor Corporation (BMC). Il modello ora montava un motore a valvole in testa della BMC. Questo propulsore, progettato dall'Austin, era in linea a quattro cilindri, e possedeva una cilindrata di 1.489 cm³. La potenza erogata era 50 CV. Ciò permetteva al veicolo di raggiungere la velocità massima di 119 km/h. I freni erano idraulici a tamburo sulle quattro ruote come quelli sulla serie precedente, ma rispetto ad essi furono ingranditi. Lo sterzo era a cremagliera.
La linea venne rivista, ed ora il modello assomigliava meno alla Minor. Anche per questa serie vennero offerti due tipi di carrozzeria, entrambi a quattro posti: quattro porte berlina e due porte familiare Traveller. La leva del freno di stazionamento era installata tra il sedile del guidatore e la portiera. A differenza delle altre vetture britanniche appartenenti alla stessa categoria, l'impianto di riscaldamento era offerto di serie, mentre la radio era disponibile come optional. Fino al 1956, le vendite rimasero alte.
La rivista The Motor provò una Oxford II nel 1954. Venne registrata una velocità massima di 119,4 km/h ed un'accelerazione da 0 a 97 km/h di 28,9 secondi. Il consumo di carburante fu di 10 L/100 km. Il modello utilizzato nel test costava 744 sterline.
Una versione con motore a sei cilindri fu commercializzata con nome Morris Isis.
La Hindustan Motors produsse la Oxford II, senza presa d'aria sul cofano e con motore a quattro cilindri, con il nome di Hindustan Landmaster.

## Oxford III (1956–59)
Nel 1956 il modello fu oggetto di un restyling. Vennero rivisti il muso, la coda e gli interni. Il sedile a panchina rivestito in pelle fu confermato, ma il pannello strumenti fu aggiornato. Venne installato un nuovo volante. Il motore era in linea a quattro cilindri, e possedeva una cilindrata di 1.489 cm³. La potenza erogata crebbe a 55 CV grazie all'aumento del rapporto di compressione, ma la velocità massima e l'accelerazione rimasero le stesse. Fu disponibile, come optional, il cambio semiautomatico "Manumatic". Di serie invece era installato un cambio manuale a quattro rapporti.
Erano montate sospensioni anteriori indipendenti con barre di torsione.
La Oxford III Traveller venne sostituita dalla Serie IV nel 1957, sebbene la versione berlina rimase in produzione fino al lancio della Serie V di Pininfarina nel 1959. Vennero assemblati, in totale, 58.117 esemplari di Serie III e IV.
La rivista The Motor provò una Oxford III berlina con cambio "Manumatic" nel 1957. Venne registrata una velocità massima di 119,7 km/h (simile a quella della Serie III) ed un'accelerazione da 0 a 97 km/h di 30,5 secondi. Quest'ultima fu più alta a causa dell'installazione della trasmissione citata. Il consumo di carburante fu di 10,5 L/100 km. Il modello utilizzato nel test costava 898 sterline.
Il modello fu la base della Hindustan Ambassador, che è stata prodotta fino al XXI secolo.

## Oxford III ½-ton
La Morris Oxford III ½-ton fu la variante commerciale della Oxford III. Introdotta nel 1956, sostituì la Morris Cowley MCV e fu offerta in versione pick-up due porte e furgonetta due porte. Il modello era a motore anteriore e trazione posteriore. La Oxford III ½-ton fu sostituita dalla Austin A55 nel 1962.

## Oxford IV (1957–60)
La Oxford IV è stata prodotta solamente in versione familiare. Rispetto alla serie precedente, vennero eliminati i rivestimenti simil legno della carrozzeria, e così il nuovo modello possedeva un aspetto simile alla berlina, che aveva solo lamierati d'acciaio. La Serie IV venne introdotta nel 1957, e restò in produzione fino al lancio della Serie V, nel 1960. Una caratteristica peculiare del modello era la presenza di due bocchettoni del carburante, uno per fiancata, che servivano però per un solo serbatoio.
Il motore era in linea a quattro cilindri, e possedeva una cilindrata di 1.489 cm³.

## Oxford V (1959–61)
Nel 1959 la Oxford venne rivista da Pininfarina, insieme ad altri modelli della BMC, tra i quali Wolseley, Riley, ed Austin. I modelli Morris ed Austin erano praticamente identici, anche se erano prodotti in stabilimenti differenti. Le vetture Morris, rispetto alle Austin, possedevano delle cromature ed un allestimento interno di qualità, oltre a diversi fanali posteriori. All'interno, erano presenti dei sedili a divanetto, e sul cruscotto erano installati il tachimetro, la spia dell'olio, del liquido di raffreddamento e del carburante, oltre che l'orologio. Quest'ultimo era offerto come optional. Era possibile scegliere tra la leva del cambio montata sul pavimento oppure sul piantone dello sterzo. Il motore era in linea a quattro cilindri, e possedeva una cilindrata di 1.489 cm³. I freni erano a tamburo sulle quattro ruote. Le sospensioni erano indipendenti ed a molle elicoidali all'avantreno, mentre al retrotreno erano usati un assale rigido e delle balestre semiellittiche.
La Serie IV Traveller fu venduta ancora per un anno (1960), dopo di cui fu sostituita dall'omonimo modello della Serie V.
La rivista The Motor provò una Oxford V. Venne registrata una velocità massima di 126 km/h ed un'accelerazione da 0 a 97 km/h di 25,4 secondi. Quest'ultima fu più alta a causa dell'installazione della trasmissione citata. Il consumo di carburante fu di 9,48 L/100 km.
Erano offerte due versioni, standard e de-luxe. La de-luxe aveva in dotazione l'impianto di riscaldamento, il lavacristalli manuale, doppi specchietti retrovisori, un doppio clacson, dei paraurti speciali, l'orologio e gli interni in pelle. Tra gli optional erano disponibili la verniciatura bicolore e la radio.
Sul mercato britannico la versione standard era in vendita a 815 sterline, mentre la de-luxe a 844 sterline, tasse incluse.
In totale, vennero prodotti 87.432 esemplari di Oxford V.

## Oxford VI (1961–71)
Tutti modelli disegnati da Pininfarina precedentemente menzionati, Oxford compresa, vennero aggiornati nel 1961. Nell'occasione sulla Oxford venne installata una versione ingrandita del motore montato sulle serie precedente. Il nuovo propulsore era sempre in linea a quattro cilindri, ma possedeva una cilindrata di 1.622 cm³. Anche la linea venne rivista. Le luci posteriori furono abbellite con decorazioni. Le Morris conservarono il cruscotto della serie precedente, mentre le Austin ne ricevettero uno nuovo, che era però caratterizzato dall'avere degli inserti in finto legno.
Anche la Traveller fu aggiornata. Principalmente venne rivista la calandra.
Una versione con motore Diesel fu brevemente in commercio dopo il 1961. Fu popolare come taxi.
La Oxford VI rimase in produzione fino al 1971. Gli esemplari prodotti furono 208.823. La Oxford fu sostituita dalla Morris 1800, che fu lanciata nel 1967. Essa era una versione ottenuta dalla Austin 1800 tramite badge engineering. La 1800 e la Oxford VI coesistettero fino al 1971 perché il primo modello citato era collocato, nella gamma Morris, un po' più in alto. Il modello che prese il posto della Oxford nella parte più bassa della gamma fu la Morris Marina.